# 무성 (가수)
무성(1994년 11월 21일 ~ )은 대한민국의 가수다. 2018년 싱글 앨범 [어떡하란거니]로 데뷔했다.

## 방송
- 오빠시대 (2023) - Top58

## 수상
- 대한민국 청소년 가요제 대상 (2011)